# Єврейська емансипація

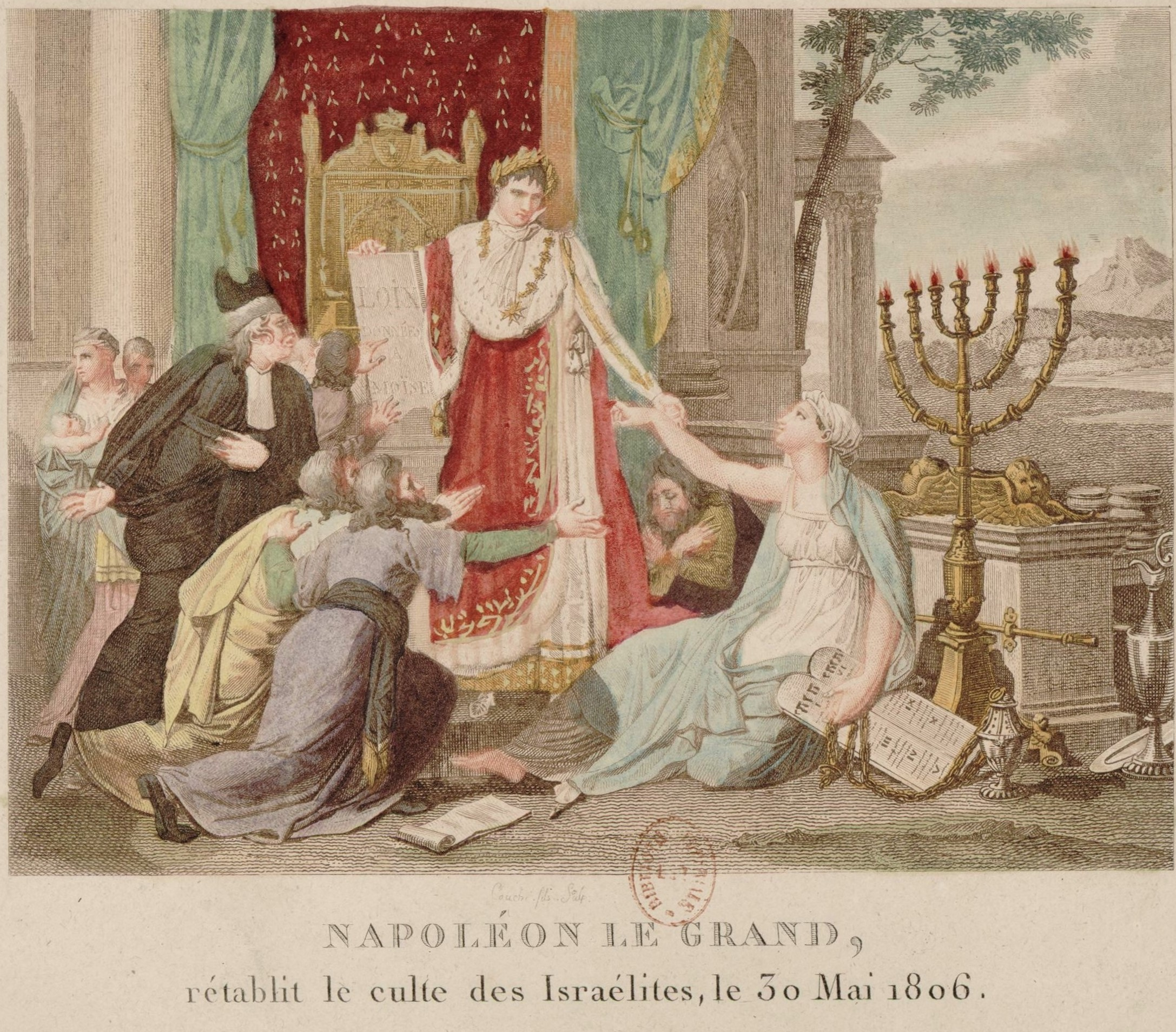
Французька гравюра 1806 року зображує Наполеона Бонапарта, який звільняє євреїв

Єврейська емансипація — процес у різних країнах Європи, спрямований на усунення єврейських обмежень, наприклад, єврейських квот, яким тоді підпорядковувалися європейські євреї, і визнання за євреями права на рівність і права на громадянство. Супроводжувалася значними зусиллями з боку активних діячів єврейської громади до інтеграції в суспільство як повноцінних громадян. Це відбувалося поступово з кінця XVIII і до початку XX століття.
Єврейська емансипація настала після епохи Просвітництва та одночасної Гаскали, або єврейського Просвітництва. Різні країни скасовували або замінювали попередні дискримінаційні закони, які застосовувалися саме проти євреїв там, де вони проживали. До емансипації більшість євреїв були ізольовані в спеціальних житлових районах від решти суспільства; емансипація була головною метою європейських євреїв того часу, які активно намагалися соціально інтегруватися та здобувати освіту. Багато хто з євреїв почали займатися активною політичною діяльністю та мали помітні досягнення в сфері культури у ширшому європейському громадянському суспільстві. Вони емігрували до країн з вищими соціальними та економічними можливостями, таких як Велика Британія та Америка. Деякі європейські євреї навернулися до соціалізму, сіонізму або до обидвох цих рухів.

## Передумови

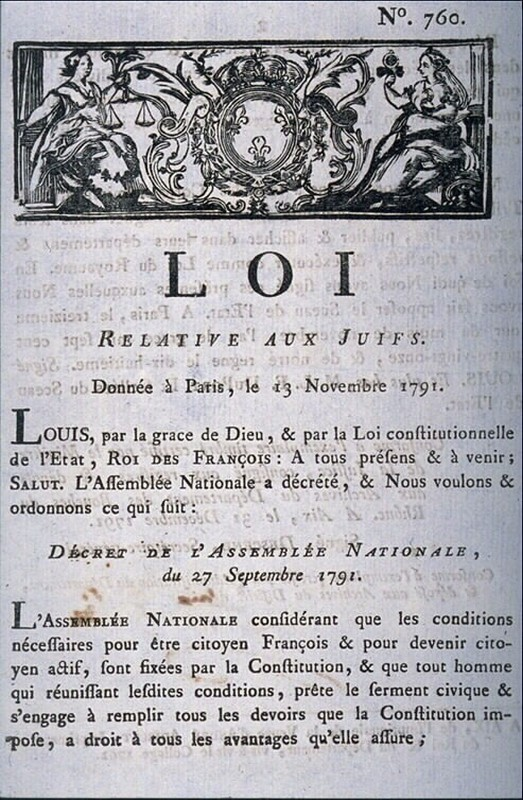
Закон 1791 року про звільнення євреїв — Musée d'Art et d'Histoire du Judaïsme

Протягом більшої частини європейської історії євреї підлягали широкому спектру обмежень. З часів Четвертого Латеранського собору в 1215 році європейці-християни вимагали від євреїв та мусульман носити спеціальний одяг, такий як юденхут та жовтий значок для євреїв, щоб відрізняти їх від християн. Сповідування їхніх релігій часто обмежувалося, і вони повинні були здійснювати спеціальні присяги. Євреям не дозволяли голосувати там, де інші громадяни мали таке право, а деякі країни офіційно заборонили їм в'їзд, наприклад Норвегія, Швеція та Іспанія після вигнання наприкінці XV століття.
Залучення євреїв до тогочасного суспільства почалося в епоху Просвітництва. Єврейський рух Гаскала, який підтримує цінності просвітництва, виступав за розширення прав євреїв у європейському суспільстві. Послідовники Гаскали виступали за «вихід із гетто» не лише фізично, а й розумово та духовно.
У 1790 році в Сполучених Штатах Америки перший президент Джордж Вашингтон написав листа, в якому встановив, що євреї в Америці матимуть повні рівні права, включаючи право сповідувати свою релігію, з усіма іншими американцями. Однак єврейські коментатори відзначали, що обмеження євреїв обіймати посади в органах влади та брати участь в політичній діяльності відбулося в ряді областей ще в 1845 році. Насправді американські громадяни-євреї організувалися за відстоювання власних політичних прав у 1800-х роках, а потім за подальші громадянські права — в 1900-х роках.
28 вересня 1791 року революційна Франція звільнила своє єврейське населення. 40 000 євреїв, які на той час проживали у Франції, були першими, хто зіткнувся з можливостями та викликами, запропонованими емансипацією. Громадянська рівність, якої досягли французькі євреї, стала моделлю для інших європейських євреїв. Перед єврейським народом почали відкриватися нові можливості, і вони повільно просувалися до рівності в інших частинах світу. У 1796 та 1834 роках Нідерланди надали євреям рівні права з язичниками. Наполеон звільнив євреїв від обмежень у завойованих ним регіонах Європи за межами Франції. У 1830 році Греція надала євреям рівні права. Але лише після революцій середини XIX століття («Весни народів») єврейські політичні рухи почали переконувати уряди Великої Британії, країн Центральної та Східної Європи надати євреям рівні права з іншими громадянами.
В англійському праві та деяких наступних правових системах існувала конвенція, відома як бенефіція духовенства (право лат. privilegium clericale), за допомогою якого особа, засуджена за злочин, стверджуючи, що є християнським священнослужителем (зазвичай як привід; у більшості випадків відповідач, який претендував на благо духовенства, був мирянином), могла уникнути покарання або отримати пом'якшене покарання. На думку багатьох сучасних правознавців, це означало, що єврей, який не зрікся юдаїзму, не міг претендувати на благо духовенства. У самій Англії практика надання бенефіцій духовенству була припинена в 1827 році, але вона продовжувалася в інших юрисдикціях.

## Емансипаційні рухи
Ранні етапи руху за єврейську емансипацію були частиною загальних прогресивних зусиль, спрямованих на досягнення свободи та прав для меншин. Хоча це був рух, це також було прагнення до рівних прав. Отже, емансипаційний рух був би тривалим процесом. Питання рівних прав для євреїв було пов'язане з вимогами конституцій і громадянських прав різних націй у країнах Європи. Єврейські державні діячі та інтелектуали, такі як Генріх Гейне, Йоганн Якобі, Габріель Ріссер, Берр Ісаак Берр та Лайонел Натан Ротшильд напрацьовували принципи загального рухом за свободу та політичну свободу всіх націй, а не спеціально лише євреїв.
У 1781 році прусський державний службовець Крістіан Вільгельм Дом опублікував знаменитий сценарій Über die bürgerliche Emanzipation der Juden. Дом спростовував уже тоді антисемітські стереотипи та виступав за рівні права для євреїв. Донині її називають Біблією єврейської емансипації.
Відчуваючи небезпеку від постійних антисемітських інцидентів та кривавих наклепів, таких як, наприклад, справа в Дамаску 1840 року, і нездатність урядів багатьох держав звільнити євреїв, єврейські організації створювалися, щоб наполягати на емансипації та захисті свого народу. Рада депутатів британських євреїв під керівництвом Мозеса Монтефіоре, Центральна консисторія в Парижі та Всесвітній ізраїльський альянс почали працювати над забезпеченням прав та свободи євреїв.
Емансипація євреїв, здійснена на територіях під управлінням Наполеона в окупованих і анексованих Францією державах, зазнала невдачі в багатьох державах-членах Німецького союзу після рішень Віденського конгресу. Під час остаточного розгляду у Конгресі питання про права євреїв, емісар вільного ганзейського міста Бремен Йоганн Смідт — без дозволу та згоди інших учасників процесу — змінив текст із «За сповідниками єврейської віри зберігаються права, надані їм у конфедеративних штатах», замінивши одне слово (з «у» на «окрім»), що спричинило серйозні наслідки. Ряд німецьких держав використовували змінену версію тексту як правову підставу для скасування наполеонівської емансипації єврейських громадян. Прусський емісар Вільгельм фон Гумбольдт тв австрієць Клемент фон Меттерніх сприяли збереженню єврейської емансипації, яку підтримували їхні власні країни, але не досягли успіху в інших.
Під час Революцій 1848 року єврейська емансипація була надана Основними правами Франкфуртського парламенту (параграф 13), де говорилося, що громадянські права не повинні залежати від релігійної віри. Але лише деякі німецькі землі запровадили рішення Франкфуртських національних зборів, як державний закон, як-от Гамбург; уряди інших держав упроваджували новації неохоче. Важливі німецькі королівства, такі як Пруссія (1812), Вюртемберг (1828), курфюрство Гессен (1833) та Ганновер (1842), вже емансипували своїх євреїв як громадян. Цим вони сподівалися навчити язичників і скасувати закони, спрямовані на пригнічення євреїв. Хоча рух був переважно успішним; деякі ранні емансиповані єврейські громади продовжували страждати від постійної або нової де-факто, хоча й не юридичної, дискримінації щодо тих євреїв, які намагалися досягти кар'єри на державній службі та в здобувати освіту. Ті кілька держав, які утрималися від єврейської емансипації, були змушені зробити це актом Північнонімецького союзу 3 липня 1869 року або коли вони приєдналися до новооб'єднаної Німеччини в 1871 році. Емансипація всіх євреїв-німців була скасована нацистською Німеччиною з 1933 року до кінця Другої світової війни.

## Дати емансипації
У деяких країнах емансипація прийшла одним актом. В інших обмежені права були надані спочатку в надії «змінити» євреїв «на краще».
| Рік       | Країна |
| --------- | --- |
| 1264      | Польща |
| 1791      | Франція |
| 1796      | Батавська республіка |
| 1808      | Велике герцогство Гессенське |
| 1808      | Вестфальське королівство |
| 1811      | Велике герцогство Франкфуртське |
| 1812      | Мекленбург-Шверінське герцогство |
| 1812      | Прусське королівство |
| 1813      | Баварське королівство |
| 1826      | Меріленд (законопроект про євреїв переглянув закон штату Меріленд, щоб дозволити євреям обіймати посади, якщо вони сповідують віру в «майбутню державу винагород і покарань».) |
| 1828      | Вюртемберзьке королівство |
| 1830      | Бельгія |
| 1830      | Грецьке королівство |
| 1831      | Ямайка |
| 1832      | Канада (Нижня Канада (Квебек)) |
| 1833      | Гессенське курфюрство |
| 1834      | Об'єднане королівство Нідерландів |
| 1839      | Османська імперія |
| 1842      | Ганноверське королівство |
| 1848      | Нассауське герцогство |
| 1849      | Угорський революційний парламент проголосив і ввів у дію емансипацію євреїв, закон був скасований Габсбургами після спільної австрійсько-російської перемоги над Угорщиною.    |
| 1849      | Данія |
| 1849      | Гамбург |
| 1856      | Швейцарія |
| 1858      | Сполучене Королівство Великої Британії та Ірландії |
| 1861      | Італійське королівство (до 1861 року Італія не існувала як єдина нація і до цього часу була поділена між кількома іноземними державами)                                        |
| 1862      | Велике герцогство Баденське |
| 1863      | Гольштейнське герцогство |
| 1864      | Вільне місто Франкфурт |
| 1865      | Мексика |
| 1867      | Долитавщина |
| 1867      | Відновлення закону про емансипацію в Угорському королівстві після Австро-Угорського компромісу                                                                                 |
| 1869      | Північнонімецький союз |
| 1870      | Швеція-Норвегія (1851 у Норвегії) |
| 1871      | Німецька імперія |
| 1877      | Нью-Гемпшир (останній штат США, який скасував обмеження, що обмежують державні посади протестантами)                                                                           |
| 1878      | Болгарське князівство |
| 1878      | Сербське князівство |
| 1890      | Бразилія |
| 1911      | Португальська республіка |
| 1917      | Російська республіка |
| 1918      | Фінляндія |
| 1923      | Румунське королівство |
| 1945-1949 | ФРН |
| 1978      | Іспанія |

## Наслідки

### Емансипація, інтеграція та асиміляція
Новознайдена свобода євреїв у таких країнах, як Франція, Італія та Німеччина, принаймні за часів Імперії, дозволила багатьом євреям залишити гетто, вперше скориставшись можливостями, інтегрувавшись до тодішнього суспільства. Таким чином, емансипація сприяла євреям, сповідуючи традиційну релігію та дотримуючись національних принципів, поступово інтегруватися до світського суспільства. Там, де Галаха (єврейське право) суперечила місцевому законодавству країни або там, де Галаха не стосувалася певних аспектів тогочасного світського життя, компроміс часто шукали в балансі між релігійним і світським правом, етичними принципами та правами. Отже, хоча деякі залишалися твердими у своїй усталеній єврейській практиці, поширеність емансипованого єврейства спонукала до поступової еволюції та адаптації релігії, а також до появи нових деномінацій юдаїзму, включаючи реформістський рух протягом XIX століття, і широко практикуваного сучасного православ'я, обидва з які сьогодні продовжують практикувати потужні єврейські громади.
Критики Гаскали нарікають на появу міжрелігійних шлюбів у світському суспільстві, а також на розмивання принципів Галахи та єврейської традиції, посилаючись на занепад релігійності, скорочення чисельності населення або недостатнє дотримання обрядів як чинників потенційного зникнення єврейської культури та розпорошення громад. Навпаки, інші називають антисемітські події, такі як Шоа (Голокост), більш згубними для послідовності та сталого розвитку юдаїзму, ніж Гаскала. Емансипація запропонувала євреям рівні громадянські права та можливості для саморозвитку, а також сприяла зменшення рівня широко поширеної ненависті до євреїв (хоча ніколи повністю, а лише тимчасово). Це дозволило євреям жити відносно багатогранним життям, подолати бідність, насолоджуючись повсякденним життям в освіченому суспільстві, а також підтримувати сильну єврейську віру та громаду. У той час як цей елемент емансипації породив антисемітські вигадки, пов'язані з подвійною лояльністю, а успішна висхідна мобільність освічених і підприємливих євреїв спричинила відкид антисемітських міфів, пов'язаних з контролем, домінуванням і жадібністю, інтеграція євреїв у загальноєвропейське суспільство з можливістю проявлення свої здібностей у мистецтві, науці, філософії, а також до світської та релігійної культури.